# Marie Hamsun
Marie Hamsun född Andersen 19 november 1881 i Elverum, död 4 augusti 1969 på Nørholm) var en norsk skådespelare och författare, gift med författaren Knut Hamsun.
Hon gav ut två diktsamlingar och flera barnböcker. Bygdebarn-serien i fem band (1924–57) följer en syskonskara på fyra, två pojkar och två flickor från en miljö som kan påminna om författarens uppväxt i Strandbygda, Elverum. De två första är episodiska skildringar av liv och lek på gården. Böckerna är översatta till svenska, tyska, tjeckiska, engelska, danska, lettiska och finska, och hon fick Kultur- och kyrkodepartementets priser för barn- och ungdomslitteratur för den sista av böckerna. Från sitt liv med Knut Hamsun skrev hon två erinringsböcker: Regnbuen (1953) och Under gullregnen (1959).
Marie och Knut Hamsun hade fyra barn.